# Шула, Дон
Дональд Фрэнсис (Дон) Шула (англ. Don Shula; 4 января 1930, Гранд-Ривер, Огайо — 4 мая 2020) — американский футболист и тренер.
Играл за университет Джона Керролла, также в последующей карьере играл в составе команд «Балтимор Колтс», «Вашингтон Редскинз» в НФЛ.
В последующей своей карьере стал тренером университетов в Вирджинии и Кентукки. В 1940 году стал помощником тренера «Детройт Лайонс» НФЛ. Получил звание самого молодого тренера НФЛ в 1963 году в Балтиморе. Установил рекорд 71-23-4 в семи сезонах с «Балтимор Колтс» и начал тренировать «Майами Долфинс» в 1970 году. Под его руководством команда «Майами Долфинс» в 1972 году стала чемпионом Супербоула с результатом 17-0, что стало большим достижением за всю историю НФЛ.
Дон Шула приводил «Майами Долфинс» к победе в Супербоуле два раза — в 1972 и в 1973 году. Свою карьеру тренера закончил в 1996 году, уйдя из команды «Майами Долфинс». Дона Шула за свою карьеру провел 490 игр и получил 328 побед в регулярном сезоне. Эти показатели стали рекордными для профессионального футбола.